# Importarzneimittel
Importarzneimittel sind Arzneimittel, die aus dem EU- bzw. EWR-Ausland importiert werden. Der Import von Arzneimitteln dient dem Zweck, die Arzneimittelkosten zu senken.
Eine abzugrenzende Sonderform ist der Einzelimport (in Deutschland nach § 73 Abs. 3 AMG), wonach ein im Inland nicht verfügbares, jedoch bezüglich Wirkstoff und Wirkstärke benötigtes Arzneimittel aus EU- bzw. EWR-Ländern oder aus Drittländern importiert werden kann.

## Einteilung

Parallel- und Reimport von Arzneimitteln

Bei Importarzneimitteln handelt es sich im Gegensatz zu Generika in der Regel um identische Präparate aus der Produktion des Originalherstellers.
Man unterscheidet zwischen Re- und Parallelimport. Über Re- und Parallelimporteure ist es Großhändlern möglich, Medikamente billiger zu beschaffen, als das im eigenen Markt möglich wäre.

### Parallelimport
Ein Parallelimport liegt vor, wenn ein Arzneimittel, das in einem anderen EU-Staat bereits zugelassen ist, dort (günstiger) eingekauft und ins Inland importiert wird. Dieses Arzneimittel muss „im Wesentlichen“ gleich sein zu einem im Inland zugelassenen Bezugsarzneimittel, d. h. Art und Menge des Arzneistoffs sowie Darreichungsform und Art der Anwendung müssen identisch sein. Abweichungen bei den Hilfsstoffen können zulässig sein. Vielfach erfolgt der Import von Arzneimittel durch den Importeur parallel zum Import durch den Originalhersteller, so dass die Präparate vollkommen identisch sind.
Der Marktanteil von parallel importierten Arzneimitteln lag 2010 in Deutschland bei 11,8 %. 2009 erzielten die Importeure in Deutschland einen Umsatz von 3 Milliarden Euro. Der Parallelimport macht über 90 % des Importhandels aus. Da die meisten Präparate nur einen Herstellungsort in Europa haben bedeutet das, dass eine Vielzahl „deutscher“ Medikamente in Wirklichkeit auch aus dem europäischen Ausland kommen.

### Reimport
Ein Reimport liegt vor, wenn Pharmaunternehmen im Inland Arzneimittel für den Export-Markt produzieren und dort billiger absetzen. Die dort angebotenen Arzneimittel werden durch Reimport-Firmen zu einem günstigen Preis aufgekauft, umgepackt und zurück nach Deutschland verkauft.

## Hintergrund
Aus marktpolitischen und gesundheitspolitischen Gründen verlangen Arzneimittelhersteller unterschiedliche Preise in verschiedenen Ländern. So unterliegen die Preise für Arzneimittel in vielen Mitgliedstaaten der EU einer direkten oder indirekten staatlichen Preisregulierung. In Deutschland wird z. B. über den 1989 eingeführten Festbetrag der Preis indirekt reguliert.
In Deutschland sind öffentliche Apotheken verpflichtet, im Rahmen der gesetzlichen Krankenversicherung (GKV) mindestens fünf Prozent ihres Umsatzes mit Fertigarzneimitteln, für die kein Rabattvertrag besteht, über Importe zu bestreiten. Dabei muss der Preis des Importarzneimittels entweder mindestens 15 Euro oder mindestens 15 % unter dem Preis des Originalarzneimittels liegen.
Der Gesetzgeber hat die Importquote, die in § 129 Abs. 1 Nr. 2 SGB V verankert ist, ursprünglich eingeführt, um durch billigere Importpräparate Kosten einzusparen. In der Praxis zeigt sich immer öfter, dass die kostengünstigste Versorgungsalternative nicht das Importarzneimittel, sondern ein entsprechendes Generikum vom inländischen Markt ist. Selbst wenn das Importarzneimittel noch günstiger als das Originalpräparat ist, wird der geforderte Preisabstand von 15 Euro oder 15 % vielfach nicht mehr erreicht.

## Rechtliche Grundlagen
Innerhalb der europäischen Union (EU) ist der freie Verkehr mit Waren im Vertrag über die Arbeitsweise der Europäischen Union (AEUV) geregelt. Er bildet auch die rechtliche Grundlage für Parallelimporte. Darüber hinaus gelten für das Inverkehrbringen von Arzneimitteln besondere Vorschriften. Der Parallelimporteur muss gegenüber der zuständigen Arzneimittelbehörde des Mitgliedstaates (in Deutschland das Bundesinstitut für Arzneimittel und Medizinprodukte oder das Paul-Ehrlich-Institut) nachweisen, dass das importierte Arzneimittels mit dem Original identisch ist und erhält dann die Zulassung über ein vereinfachtes Zulassungsverfahren.
Anders verhält es sich, wenn das importierte Arzneimittel eine für die gesamte EU gültige Zulassung durch die Europäische Kommission  besitzt (zentrale Zulassung). Für diese Arzneimittel benötigt der Importeur keine eigene Zulassung, sondern zeigt die Einfuhr nur bei der EMA und dem Land, in das er das Arzneimittel einführt, an. Diese spezielle Form des Parallelhandels wird auch Parallelvertrieb genannt und macht mittlerweile die Mehrheit des Parallelhandels aus.
Aufgrund der derzeitigen Arzneimittel-Preissituation in Deutschland (Stand 2012) ist die Deutschland bei vielen Arzneimittel ein Hochpreisland und somit Empfängerland von Importarzneimitteln.
Seit über 30 Jahren ist der Parallelimport zwischen Herstellern und Importeuren hart umkämpft und immer wieder Grund gerichtlicher Streitigkeiten vor dem EuGH. Diese Streitigkeiten spielen sich hauptsächlich im Bereich des Markenrechts und/oder des Patentrechts ab.

## Marktstruktur
Der Markt für Importarzneimittel wird in Deutschland von mehreren Firmen dominiert (Marktanteile Stand 2009):
- Kohlpharma GmbH, Merzig: 29,0 % (gegründet 1979, 1200 Mitarbeiter, Umsatz 2005: 628 Mio. Euro)
- EMRA-MED Arzneimittel GmbH, Trittau: 17,5 %  (gegründet 1981, gehört zur Fielmann-Gruppe, Umsatz 2006: 350 Mio. Euro)
- EurimPharm Arzneimittel GmbH, Saaldorf-Surheim: 16,1 % (gegründet 1975, 500 Mitarbeiter, Umsatz 2010: 440 Mio. Euro)
- Orifarm GmbH (bis 28. Februar 2014: Pharma Westen GmbH), Leverkusen: 10,8 % (gegründet 1984, ca. 185 Mitarbeiter, Umsatz 2012: 330 Mio. Euro)
- CC-Pharma GmbH, Densborn: 9,5 % (gegründet 1999, 380 Mitarbeiter, Umsatz 2009: 270 Millionen Mio. Euro)
- Axicorp GmbH, Friedrichsdorf: 5,3 % (gegründet 2002, 270 Mitarbeiter, Umsatz 2006: 80 Millionen Mio. Euro)

## Verbände
Die deutschen Arzneimittelimporteure sind im Verband der Arzneimittel-Importeure Deutschlands e.V. (VAD), im Bundesverband der Arzneimittel-Importeure e.V. (BAI) und im Verband der Einzelimporteure Internationaler Arzneimittel VEIA e.V. organisiert.
Die Verbände BAI und VAD haben 2019 die gemeinsame Dachinitiative Die Arzneimittel-Importeure gegründet, um ihre Kräfte zu bündeln und gemeinsam zu wichtigen Themen im Gesundheitsmarkt Stellung zu beziehen.